# Nghề thêu Quất Động

Một bức tranh thêu từ làng Quất Động

Nghề thêu tại làng Quất Động là một nghề truyền thống tại làng Quất Động (xã Quất Động, huyện Thường Tín, Hà Nội). Nghề thêu của ngôi làng này nổi tiếng với những sản phẩm thêu như tranh thêu cùng các sản phẩm thêu tay khác.  
Làng Quất Động được xem là nơi khởi nguồn của nghề thêu trên toàn Việt Nam, bắt nguồn từ "ông tổ" là Lê Công Hành đi sứ Trung Quốc về truyền đạt lại cách thêu thùa cho người dân Quất Động và các vùng lân cận. Trong hơn nhiều thế kỷ hình thành và phát triển, nghề thêu tay tại Quất Động đã tạo nên những kỹ thuật thêu riêng biệt mà chỉ có người làng tại đây mới hiểu biết được. Ban đầu, làng Quất Động chỉ thêu chủ yếu phục vụ cung đình và quý tộc, cũng như các sản phẩm dùng trang trí đền chùa và phường tuồng. Bước sang thời kỳ cận đại, làng thêu Quất Động mở ra một bước phát triển tiếp theo là sản phẩm tranh thêu. Nghề thêu ở làng Quất Động chỉ thực sự sự sôi nổi trở lại khi Đảng Cộng sản Việt Nam khởi xướng chính sách đổi mới.  Ngày nay, nghệ nhân làng thêu Quất Động đã và đang thừa kế làng nghề truyền thống và cho ra mắt nhiều sản phẩm đa dạng, đáp ứng được nhu cầu ngày càng lớn của thị trường.  
Làng nghề Quất Động đã được phong danh hiệu "Làng nghề du lịch truyền thống". Làng nghề này cũng có gần 100% lao động vẫn đang theo đuổi nghề truyền thống. Làng thêu Quất Động không chỉ chọn lọc và lưu giữ được ngành nghề truyền thống mà còn tạo ra những bức tranh thêu mang nhiều dấu ấn bản sắc Việt Nam.Tuy vậy, trong thời kỳ ảnh hưởng của sự suy giảm kinh tế, sự phát triển kỹ thuật cùng nhiều nhân tố khác, việc phát triển sản phẩm thêu ren ở làng Quất Động đang đối mặt với nhiều khó khăn và vấn đề mai một.  

## Lịch sử và truyền thống

### Tổng quan về làng
Làng nghề thêu Quất Động vốn là một làng quê cổ thuộc xã Quất Động, huyện Thường Tín, cách trung tâm thành phố Hà Nội khoảng 25 km về phía Nam. Ngôi làng này có vị trí nằm ngay ven đường quốc lộ 1A, được xem là nơi khởi nguồn của nghề thêu tay truyền thống tại Việt Nam. Làng nghề thêu Quất Động nằm tại trung tâm xã Quất Động và có quy mô diện tích khoảng 50 hecta, trong đó diện tích đất ở khoảng 17 hecta, phần còn lại là đất nông nghiệp. Đây được xác định là làng nghề thuộc danh mục các dự án ưu tiên đầu tư phát triển làng nghề gắn với du lịch của Hà Nội đến năm 2020 và định hướng đến năm 2030.

### Lịch sử và truyền thống nghề thêu tại làng
Làng Quất Động đã có nghề thêu từ thế kỷ 17. Ông tổ của làng nghề thêu Quất Động, cũng là ông tổ nghề thêu trên toàn Việt Nam là Lê Công Hành. Năm 1646, ông được cử làm người dẫn đầu sứ đoàn sang Trung Quốc. Trong thời gian này, ông học được cách làm lọng và nghề thêu truyền thống của Trung Quốc. Khi về nước, ông đã truyền tải những kinh nghiệm thêu của mình dạy cho dân làng Quất Động và một số làng khác về cách làm lọng, thêu thùa, pha từng đường kim mũi chỉ theo cách của người dân Bắc Kinh. Hằng năm vào ngày 12 tháng 6 âm lịch, là ngày giỗ Lê Công Hành, dân làng và đại diện người dân địa phương làm nghề thêu đều về làng Quất Động để dâng hương tri ân ông.
Ban đầu, làng Quất Động chỉ thêu chủ yếu phục vụ cung đình và tầng lớp quý tộc cũng như các sản phẩm trang trí trong đền chùa và phường tuồng. Người thợ thêu ren thường làm những mặt hàng nghi lễ hay phục vụ cung đình như thêu câu đối, trướng, nghi môn treo ở đình, chùa cùng các loại khăn chầu, áo ngự cho vua chúa. Thời điểm này, kỹ thuật thêu chỉ dừng ở mức đơn giản, chỉ có năm màu chỉ vàng, đỏ, tím, xanh, lục. Các loại hình thêu và kỹ thuật thêu lúc này còn thô sơ. Theo thời gian, nghề thêu càng phát triển và kỹ thuật thêu được cải thiện. Trong hơn nhiều thế kỷ hình thành và phát triển, nghề thêu tay tại Quất Động đã tạo nên những kỹ thuật thêu riêng biệt mà chỉ có người làng tại đây mới hiểu biết được. Cuốn "Hà Đông tỉnh dư địa chí" của J.Rouan xuất bản năm 1925 cho biết số thợ thêu của tỉnh Hà Đông thời điểm đó là 1290 người, chỉ riêng làng Quất Động đã có 600 người. Số thợ thêu tăng lên gấp đôi vào năm 1939 khi nghề thêu tại đây bước vào thời kì phát triển mạnh.
Trong lịch sử phong kiến Việt Nam, trang phục cung đình, quan lại hoặc giới quyền quý đều lựa chọn làng thêu Quất Động là nơi thực hiện việc hoàn thiện các hoa văn. Không những thế, những bức tranh thêu còn được các lái buôn sang biên giới kinh doanh tại nước láng giềng Việt Nam như Lào, Thái Lan. Đến cuối những năm 1980, rồi đến khi sự kiện Liên Xô sụp đổ và sự tan rã của hệ thống các nước Xã hội chủ nghĩa ở Đông Âu, nghề thêu tại Việt Nam đã bị ảnh hưởng trực tiếp. Do mất thị trường, nhiều hợp tác xã đã phải giải thể vì không có việc làm. Bước sang thời kỳ cận đại, làng thêu Quất Động mở ra một bước phát triển tiếp theo đó là sản phẩm tranh thêu. Những nét tinh hoa của nghề thêu từ nhiều đời trước được áp dụng vào tranh thêu một cách triệt để. Nghề thêu ở làng Quất Động chỉ thực sự sự sôi nổi trở lại khi Đảng Cộng sản Việt Nam khởi xướng chính sách đổi mới.
Chấp nhận nền kinh tế thị trường, nghề thêu tại Quất Động đã được hồi phục và phát triển đáng kể. Ngày nay, nghệ nhân làng thêu Quất Động đã và đang thừa kế làng nghề truyền thống và cho ra mắt nhiều sản phẩm đa dạng, đáp ứng được nhu cầu ngày càng lớn của thị trường. Từ các nhóm hàng truyền thống, ngày nay các nghệ nhân còn thêu được những tác phẩm nghệ thuật, các bức thêu chân dung truyền thần và sáng tạo.

## Sản phẩm
Theo Tạp chí Kiến trúc, nghề thêu làng Quất Động được chia thành 4 loại hình sản phẩm chính:

### Thêu tranh
Các tác phẩm đáng chú ý về tranh thêu làng thêu Quất Động là các bức tranh thêu phong cảnh như cây đa, bến nước, các danh lam thắng cảnh tại Việt Nam như chùa Một Cột, đền Ngọc Sơn, Cố đô Huế… Các bước cơ bản để làm nên một tác phẩm tranh thêu tổng hòa nội dung và hình thức, nghệ nhân thêu cần có một quy trình làm từ vẽ phác thảo trên vải, tìm chủ đề nội dung, lựa chọn màu sắc chỉ phù hợp. Để có những bức tranh phong cảnh, người thợ thêu có thể phải mất nhiều tháng, trong đó phải chọn lựa từng loại chỉ màu phù hợp. Trong đó, họ chọn loại chỉ truyền thống được nhuộm từ màu của cỏ cây thiên nhiên. Tranh thêu Quất Động được làm hai mặt trên chất liệu vải voan mỏng, dùng chỉ thêu bằng tơ tằm. Khi quan sát bức tranh thêu hai mặt, Báo Ảnh Việt Nam cho rằng người xem "không thể nhận ra đâu là điểm bắt đầu và đâu là điểm kết thúc" bởi chân những sợi chỉ được các nghệ nhân giấu vào chính giữa.

### Thêu chân dung
Thêu chân dung được xem là sản phẩm khó thực hiện nhất vì người làm cần phải hiểu và cảm nhận được thần thái của nhân vật, sau đó phải thể hiện nó thông qua những nét chỉ. Những bức tranh chân dung thì được kết hợp bởi hàng triệu mũi kim với đủ loại chỉ thêu để tạo nét biểu cảm trên khuôn mặt.

### Thêu trang phục
Thêu và phục chế trang phục cung đình lại đòi hỏi sự tuân thủ nghiêm ngặt những nguyên tắc đã quy định đối với trang phục cung đình, thể hiện theo từng thứ hạng của từng loại trang phục. Đồng thời, màu sắc hoa văn trên sản phẩm cũng đòi hỏi sự chính xác, không được phép sáng tạo.

### Các sản phẩm khác
Ngoài nghề thêu, nhiều nghệ nhân còn làm thêm công việc khác như khâu vá, đính hạt cườm, gắn sừng, ráp túi xách trên sản phẩm thêu. Bên cạnh mảng tranh thêu truyền thống, nghề thêu hiện nay đã phát triển thêm phân khúc thêu hàng thời trang, áo dài, khăn trải bàn, chăn gối. Các mặt hàng trong cuộc sống hàng ngày như như áo phông, túi xách thậm chí là tranh Đông Hồ cũng được sản xuất.

## Lao động
Làng nghề Quất Động đã được phong danh hiệu "Làng nghề du lịch truyền thống". Một thông tin được cho là hiếm gặp so với một số làng nghề truyền thống khác là làng thêu Quất Động có gần 100% lao động vẫn đang theo đuổi nghề truyền thống. Ở làng Quất Động đầu những năm 1990 có nhiều xưởng thợ. Tính tới năm 2011, làng nghề Quất Động có 497 hộ làm nghề thêu, với 1.043 lao động cùng mức thu nhập bình quân 7,5 triệu đồng một người trong cả năm. Từ cách thức làm thêu của hộ gia đình, làng Quất Động đã mở rộng thêm nhiều hợp tác xã, các xưởng thêu chuyên nghiệp có từ 200 đến 500 thợ. Nghề thêu ren đã tạo việc làm cho nhiều lao động ở đây. Năm 2014, theo báo Công thương ước tính, mỗi thợ thêu có mức thu nhập từ 50 đến 100 nghìn đồng mỗi ngày.
Để đào tạo ra một thợ thêu kỹ thuật cao, một tờ báo cho biết thời gian bỏ ra sẽ mất khoảng 5 đến 15 năm. Trung bình, một sản phẩm tiêu tốn khoảng 1 đến 2 tháng, thậm chí có bức tranh thêu mất khoảng 4 tháng mới hoàn thành. Một nghệ nhân trả lời phỏng vấn báo Hànộimới cho biết ngày xưa, những trẻ em gái 8 đến 10 tuổi trong làng thường sẽ không đến trường lớp học hành nhưng lại được đào tạo bài bản nghề thêu thùa được truyền lại. Cũng có một số đáng kể gia đình có tới 7 thế hệ cùng làm nghề thêu, ngay từ những trẻ em 3 tuổi đến cả những người cao tuổi đều gắn bó với nghề thêu. Là một ngành nghề truyền thống, nghề thêu ren đã tạo điều kiện việc làm cho nhiều lao động trong làng. Nhờ niềm đam mê với nghề thêu truyền thống, một nữ nghệ nhân khuyết tật đã đào tạo nghề thêu cho hàng trăm trẻ em và những người khuyết tật nhằm giúp họ thoát nghèo thành công.

## Ảnh hưởng văn hóa
Mỗi khi nhắc tới làng thêu Quất Động, nhiều tờ báo tại Việt Nam thường trích dẫn câu ca dao sau như một lời giới thiệu:
"Hỡi cô thắt lưng bao xanh 

 Có về Quất Động với anh thì về 

 Quất Động làng anh có nghề 

 Thêu gà thêu vịt, thêu hoa trên cành"
Báo Dân Trí nhận định làng thêu Quất Động không chỉ chọn lọc và lưu giữ được ngành nghề truyền thống mà còn tạo ra những bức tranh thêu mang nhiều dấu ấn bản sắc Việt Nam. Làng thêu Quất Động có nhiều nghệ nhân đáng chú ý như nghệ nhân Bùi Lê Kính từng thêu hoàng phục cho vua Bảo Đại và Hoàng hậu Nam Phương. Cho tới năm 2017,  nghệ nhân Thái Văn Bôn là người duy nhất trong làng thêu được phong tặng danh hiệu Nghệ nhân Nhân dân. Nghệ nhân Thái Văn Bôn nổi tiếng với những bức thêu chân dung về các nguyên thủ quốc gia, trong đó bức chân dung vua Thái Lan Bhumibol Adulyadej được giới yêu thích nghệ thuật thêu quốc tế đánh giá cao và là một tác phẩm nghệ thuật được xem là có giá trị lớn trong bộ sưu tập của hoàng gia Thái Lan. Bên cạnh đó, tranh thêu Quất Động cũng được xuất khẩu sang nhiều quốc gia như Nhật Bản, Hàn Quốc, Mỹ.
Báo điện tử của Đài Tiếng nói Việt Nam, 
Từ ngày 23 tháng 11 năm 2009, những sản phẩm tranh thêu của làng Quất Động đã được trưng bày trong bộ sưu tập chuyên đề "Đan thanh - Nghề thêu truyền thống Việt Nam" tại Bảo tàng Lịch sử quốc gia Việt Nam với số lượng hơn 30 tiêu bản có niên đại những năm 20 và 30 đầu thế kỷ 20. Sản phẩm tranh thêu của làng Quất Động cũng là một sản phẩm truyền thống được du khách trong và ngoài Việt Nam yêu chuộng. Tranh thêu làng Quất Động được nhận xét là mang đậm màu sắc truyền thống. Một tờ báo cho biết mỗi bức tranh thêu đều thể hiện, khơi gợi được "tình yêu với non sông đất nước". Qua đó đã mang về nhiều danh tiếng co các sản phẩm thêu của Quất Động, không những để phục vụ thị trường trong nước mà còn xuất khẩu quốc tế. Báo VietnamPlus nhấn mạnh làng Quất Động là nơi khởi nguồn của nghề thêu tay truyền thống tại Việt Nam giữa vùng đất được mệnh danh "Mảnh đất trăm nghề - Thường Tín".
Một nữ nghệ nhân khuyết tật trong làng tên Hoàng Thị Khương đã đoạt giải Nhì cuộc thi thiết kế mẫu sản phẩm thủ công mỹ nghệ Thành phố Hà Nội, Những tác phẩm của bà còn được dự thi cuộc thi Inter Abilympics 2011 được tổ chức tại Seoul (Hàn Quốc) và Hội thảo quốc tế về nghệ thuật hòa nhập có tên Sambhav 2019 dành cho người khuyết tật tổ chức tại New Delhi (Ấn Độ). Từng có bức tranh thêu mang tên "Sơn thủy hữu tình" được trả với mức giá 500 triệu đồng nhưng bà đã quyết định không bán. Để có một tác phẩm tranh thêu ưng ý về Hồ Chí Minh, có bức tranh nữ nghệ nhân này đã bỏ thực hiện trong suốt 6 năm.  Nhà thiết kế Lan Hương khi sáng tạo chiếc những áo dài để trưng bày tại Lễ hội Áo dài Hà Nội diễn ra tại Hoàng thành Thăng Long, công đoạn vẽ và thêu hoa văn cổng làng trên tà áo cô đã phải nhờ đến những nghệ nhân làng thêu Quất Động.
Một số bức tranh thêu đáng chú ý như "Chùa Một Cột", "Nhà Bác Hồ ở Kim Liên", "Chân dung Bác Hồ" là những tác phẩm có giá trị được trưng bày tại các hội triển lãm nghệ thuật lớn tại Việt Nam và quốc tế. Nhiều người dân nước ngoài đã dành lời khen cho những bức tranh thêu ấy. Hiện tại, những nghệ nhân thêu làng Quất Động thường tự hào khi tranh thêu Quất Động trở thành nét văn hóa, là món quà mang văn hóa quê hương dù cho đời sống của người thợ thêu vẫn còn nhiều khó khăn. Tuy vậy, họ vẫn đang nỗ lực khôi phục một nghề truyền thống lâu đời. Một nghệ nhân Quốc Sự làng Quất Động là  lãnh đạo một công ty được đánh giá là Công ty sản xuất hàng thêu tay hàng đầu tại Việt Nam. Báo Công an Nhân dân cũng mệnh danh riêng ông là người "vẽ tranh bằng chỉ". Số nghệ nhân tại hai xã Quất Động và Thắng Lợi cũng nhiều tới mức báo Hànộimới phải viết rằng "về nơi ra ngõ là gặp nghệ nhân".

## Vấn đề mai một và bảo tồn
Trong thời kỳ ảnh hưởng của sự suy giảm kinh tế, sự phát triển kỹ thuật cùng nhiều nhân tố khác, việc phát triển sản phẩm thêu ren ở làng Quất Động đang gặp nhiều khó khăn và mai một. Những năm 2000, làng Quất Động chứng kiến sự phát triển nhanh chóng của những khu công nghiệp, nhà máy xây dựng. Qua đó, nhiều lựa chọn nghề nghiệp cũng như thu nhập được mở ra khiến cho người trẻ đang dần rời xa nghề truyền thống. Một nghệ nhân trong làng cho biết nghề thêu đòi hỏi sự tỉ mỉ, cần mẫn, nên lứa tuổi thanh niên ít người theo nghề, ngoài ra việc thu thập thấp cũng là nguyên nhân khiến nhiều người không thể trụ lại với nghề. Một số người dân trong làng đã phải lên Hà Nội làm công nhân tại các công ty may mặc hoặc bán tranh thêu cho đơn vị xuất khẩu. Hiện nay nhiều cơ sở trên toàn Việt Nam đã đầu tư, nhập khẩu nhiều thiết bị máy móc thêu hiện đại, nhưng sản phẩm thêu máy lại không đạt được yêu cầu về mặt tinh xảo, mềm mại như cách làm thủ công. Báo điện tử VOV cho rằng đó là lý do mà nghề thêu thủ công của làng Quất Động ngày càng phát triển. Tuy vậy cũng có tờ báo cho rằng trong nền kinh tế thị trường hiện nay của Việt Nam, một làng nghề thêu như làng Quất Động để phát triển được không phải là "chuyện dễ dàng".
Năm 2013, tranh thêu Trung Quốc hiện đã xuất hiện nhiều trong các cửa hàng của Việt Nam và trở thành đối thủ cạnh tranh của dòng tranh thêu truyền thống. Đi kèm với việc kinh tế giai đoạn thời bấy giờ đang gặp nhiều khó khăn đã ảnh hưởng lớn đến việc tiêu thụ tranh thêu vốn đã chậm lại khó khăn nhiều hơn. Có những thời điểm làng nghề thêu tranh Quất Động đứng trước nguy cơ bị xóa sổ. Nhiều nhà ở trong thôn đã bỏ nghề, nhiều thợ thêu bị mất nghề.
Một họa sĩ cho rằng nghề thêu tại các làng truyền thống chưa từng được người dân coi là nghề kinh doanh mang lại lợi nhuận lớn, mà chỉ đơn giản là việc làm trong lúc rảnh rỗi trong phạm vi đời cha truyền con nối. Qua đó, không có người chịu đứng ra đầu tư, sáng tạo, nâng cấp để thích ứng với thời đại mới. Họa sĩ này còn nhấn mạnh việc các sản phẩm thêu lâu nay vẫn chỉ là những hình mẫu thêu tay đơn giản, quen thuộc tới mức "nhàm chán", nên cho rằng không có người chú ý đến dòng tranh này "là điều đương nhiên".

### Biện pháp
Mặt khác, báo Nhân dân cũng cho rằng nghề thêu "ảm đạm", nhưng khẳng định không vì thế mà chính quyền địa phương giảm bớt mối quan tâm với những giá trị cốt lõi của nghề thêu vốn có từ nhiều đời. Vào ngày 12 tháng 6 Âm lịch hằng năm, đại diện chính quyền sẽ đến đình làng, nơi diễn ra ngày hội nghề thêu quan trọng trong năm để cùng người dân tổ chức và thực hiện các nghi lễ quan trọng. Bên cạnh đó, chính quyền địa phương cũng thường xuyên gây quỹ để tài trợ động viên các lớp học của những nghệ nhân nhằm duy trì và khuyến khích việc truyền dạy và bảo tồn nghề. Để thích ứng với việc cạnh tranh trong kinh tế, làng Quất Động kết hợp giữa yếu tố truyền thống với hiện đại, đồng thời tận dụng cơ chế mở để phát triển du lịch. Hiện nay, làng nghề thêu ren Quất Động thu hút nhiều du khách, đặc biệt là du khách nước ngoài đến tham quan và mua tranh. Cán bộ xã Quất Động cho biết để duy trì làng nghề, xã này sẽ triển khai các biện pháp quảng bá sản phẩm làng nghề, đồng thời thi hành chính sách thích hợp nhằm giữ vững nghề truyền thống.
Một nữ nghệ nhân trẻ tuổi tại làng Quất Động đã nỗ lực khôi phục lại ngành nghề truyền thống của làng mình bằng cách mở lớp dạy thêu và lan rộng danh tiếng của sản phẩm thêu tay Quất Động bằng những món hàng lưu niệm đem đi tặng. Kết quả, cô đã thu về nhiều sự yêu thích những khách hàng nước ngoài.